# Wichernkirche (Heilbronn)

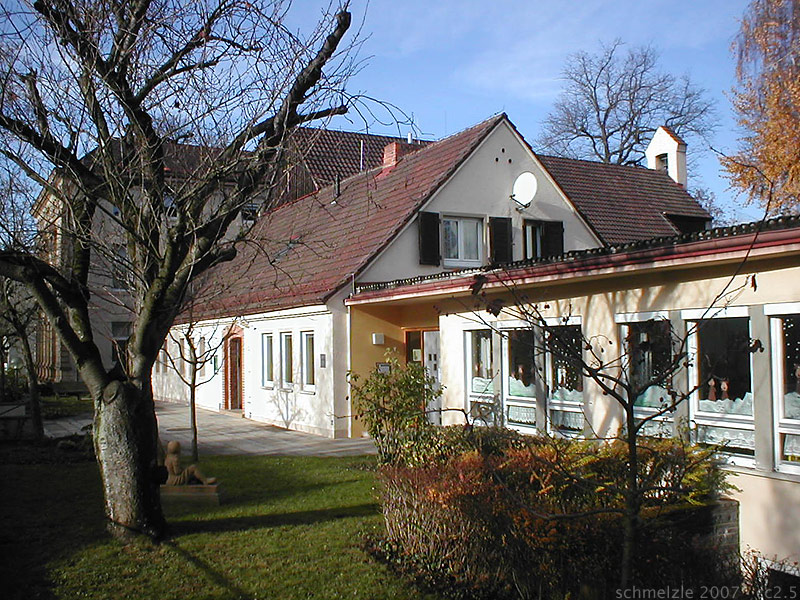
Wichernkirche in Heilbronn, von der eigentlichen Kirche ist nur im Hintergrund das Dach mit Dachreiter zu sehen

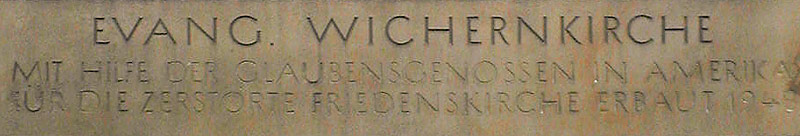
Gedenkstein bei der Wichernkirche

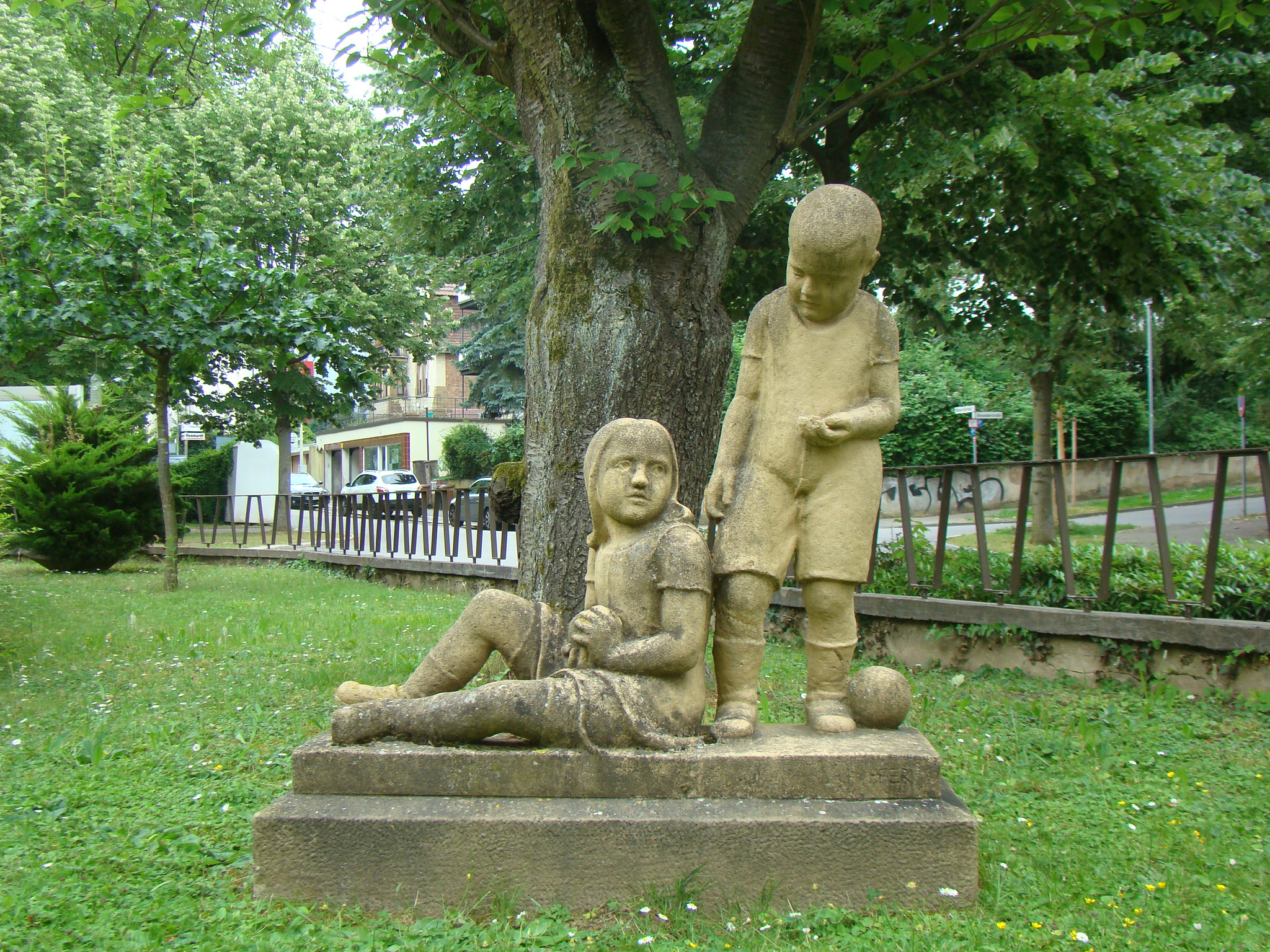
Figurengruppe vor der Wichernkirche

Die  Wichernkirche  ist die Kirche der evangelischen Friedenskirchengemeinde in Heilbronn. Die seit 1992 als Baudenkmal geschützte Kirche  mit der Adresse Bismarckstraße 71 ist eine Notkirche in Elementbauweise nach Plänen des Architekten Otto Bartning.

## Geschichte
Nach der Zerstörung der Friedenskirche im Zweiten Weltkrieg musste die Friedenskirchengemeinde ihre Gottesdienste zunächst im Krematorium des Hauptfriedhofs feiern. Die dortigen beengten Verhältnisse machten einen größeren Gottesdienstraum notwendig. 1948 errichtete die Gemeinde die Wichernkirche als zweite Kirche im Notkirchenprogramm der EKD; eine Spende der Lutherischen Kirchen in den USA in Höhe von 10.000 Dollar hatte den Bau ermöglicht. Man dachte zunächst noch an den späteren Wiederaufbau der alten Friedenskirche und wollte daher deren Namen nicht für die Notkirche verwenden. Dass die Kirche stattdessen nach Johann Hinrich Wichern benannt wurde, sollte ihren provisorischen Charakter betonen.
Fundamente und Mauerwerk wurden in über 5000 freiwilligen Arbeitsstunden von Mitgliedern der Friedenskirchengemeinde selbst erstellt. Die Bauleitung vor Ort oblag dem Heilbronner Architekten Eugen Dürr. Am 23. Mai 1948 war die Grundsteinlegung, am 31. August Richtfest. Nach siebenmonatiger Bauzeit wurde die Kirche am 19. Dezember 1948, dem vierten Advent, mit einem Gottesdienst eingeweiht.

## Beschreibung
Die Wichernkirche entspricht dem bartningschen Notkirchen-Typus B mit angemauertem Altarraum. Sie enthält einen abtrennbaren Gemeindesaal; 1956 wurde noch ein Kindergarten angebaut. Sowohl das innen liegende hölzerne Tragwerk in Holzleim-Binderkonstruktion als auch andere Teile der Kirche wurden geliefert und entstammen einem „Baukastensystem“ vorgefertigter Elemente. Der Innenraum mit Wänden aus unverputzten Ziegelsteinen ist bewusst reformatorisch-schmucklos gehalten und soll die Konzentration auf den Predigtgottesdienst ermöglichen; ein großes Kreuz im Chor prägt den Raum. Die Glocke der Kirche ist in einem Dachreiter untergebracht und wird bis heute von Hand geläutet.